# Tilzapotla
Tilzapotla är en ort i Mexiko.   Den ligger i kommunen Puente de Ixtla och delstaten Morelos, i den sydöstra delen av landet, 110 km söder om huvudstaden Mexico City. Tilzapotla ligger 998 meter över havet och antalet invånare är 5 256.
Terrängen runt Tilzapotla är varierad. Runt Tilzapotla är det ganska glesbefolkat, med 50 invånare per kvadratkilometer. Närmaste större samhälle är Puente de Ixtla, 14,7 km norr om Tilzapotla. I omgivningarna runt Tilzapotla växer huvudsakligen savannskog.